# Еак
Еак (грец. Αίακος) — син Зевса й Егіни, батько Теламона й Пелея, легендарний засновник роду Еакідів.
У переносному розумінні Еак — справедлива людина.

## Міф про Еака
Егіну викрав Зевс, що прийняв подобу орла, й поніс її на острів Енопію, який після цього став зватися Егіною. Там народився Еак. Проте за Павсанієм, батьком Еака був не Зевс Громовержець, а однойменний цар Аркадії.
Еак більше уславився через свою доброчесність, ніж войовничість. Гера наслала на мешканців Егіни страшну моровицю. Засмучений Еак випадково побачив під величезним дубом мурашник і тисячі мурашок, що снували навколо дуба. Він попросив батька, щоб з кожної мурахи зробилась людина. Зевс виконав синове прохання і відтоді жителі острова стали називатись мірмідонцями (myrmex — мурашка). Коли сини Еака — Пелей і Теламон — убили свого брата Фока, батько засудив їх на вигнання. Теламон оселився в Саламіні, а Пелей — у Фессалії.
На Егіні існував культ Еака як божества, що дарує дощ; на його честь улаштовувалися гімнастичні змагання — еакії. За свою справедливість і доброчесність Еак після смерті став суддею в Аїді (разом з Міносом і Радамантом).
Міф про Еака пов'язаний з навалою на Егіну мірмідонян, що мали емблемою (тотемом) мурашку. Раніше острів перебував під владою пелазгів, тотемом яких була коза. За Страбоном, який завжди намагався раціонально пояснювати міфи, земля Егіни була кам'янистою, і егіняни називали себе мірмідонцями через те, що бувши хліборобами, подібно до мурашок, мусили копати землю і працювати в поті чола.